# Lovers on the Sun
Lovers on the Sun – pierwszy singel francuskiego DJ-a i producenta muzycznego Davida Guetty z jego szóstego albumu studyjnego Listen. Wydany został 30 czerwca 2014. Gościnnie w piosence wystąpił amerykański piosenkarz Sam Martin. Za współprodukcję utworu odpowiadał Avicii.

## Teledysk
W ramach promocji do singla zrealizowany został teledysk w reżyserii Marca Klasfelda. W klipie wystąpili Jamie Gray Hyder, Ray Liotta oraz Andrew Keegan. Teledysk, utrzymany w westernowym klimacie, powstał na pustyni Mojave.

## Lista utworów i formaty singla
Opracowano na podstawie materiału źródłowego.
- Digital download – Radio Edit

1. „Lovers on the Sun” (gościnnie: Sam Martin) – 3:23

- Digital download – Extended

1. „Lovers on the Sun” (gościnnie: Sam Martin) – 5:53

- Digital download – Remixes

1. „Lovers on the Sun” (gościnnie: Sam Martin) (Stadiumx Remix) – 6:00
2. „Lovers on the Sun” (gościnnie: Sam Martin) (Showtek Remix) – 4:53
3. „Lovers on the Sun” (gościnnie: Sam Martin) (Blasterjaxx Remix) – 5:43
4. „Lovers on the Sun” (gościnnie: Sam Martin) (Extended) – 5:55

- Niemiecki dwuścieżkowy singel CD

1. „Lovers on the Sun” (gościnnie: Sam Martin) – 3:23
2. „Lovers on the Sun” (gościnnie: Sam Martin) (Extended) – 5:53

- Cyfrowy minialbum

1. „Lovers on the Sun” (gościnnie: Sam Martin) – 3:23
2. „Blast Off” (gościnnie: Kaz James) (Radio Edit) – 3:07
3. „Bad” (gościnnie: Showtek, Vassy) (Radio Edit) – 2:50
4. „Shot Me Down” (gościnnie: Skylar Grey) (Radio Edit) – 3:11

- Japoński ośmiościeżkowy singel CD

1. „Lovers on the Sun” (gościnnie: Sam Martin) – 3:23
2. „Blast Off” (gościnnie: Kaz James) (Radio Edit) – 3:07
3. „Bad” (gościnnie: Showtek, Vassy) (Radio Edit) – 2:50
4. „Shot Me Down” (gościnnie: Skylar Grey) (Radio Edit) – 3:11
5. „Lovers on the Sun” (gościnnie: Sam Martin) (Extended) – 5:55
6. „Blast Off” (gościnnie: Kaz James) (Original Mix) – 5:37
7. „Bad” (gościnnie: Showtek, Vassy) (Extended Mix) – 4:30
8. „Shot Me Down” (gościnnie: Skylar Grey) (Extended Mix) – 5:15

## Twórcy
Opracowano na podstawie materiału źródłowego.

- David Guetta – autor tekstu, producent, instrumenty
- Sam Martin – wokal, autor tekstu, gitara
- Frédéric Riesterer – instrumenty, producent, autor tekstu
- Giorgio Tuinfort – autor tekstu, producent, instrumenty, instrumenty klawiszowe
- Jason Evigan – autor tekstu, gitara
- Michael Einziger – autor tekstu, gitara
- Avicii (Tim Bergling) – autor tekstu, producent, instrumenty, instrumenty klawiszowe
- Daddy’s Groove – dodatkowy producent, programowanie, miksowanie
- Ralph Wegner – udźwiękowienie
- Xavier Stephenson – inżynier dźwięku
- Aaron Ahmad – inżynier dźwięku
- Paul Power – nagranie oraz miksowanie partii orkiestry
- Franck van der Heijden – aranżacja orkiestry, dyrygent
- Ben Mathot – pierwsze skrzypce
- Floortje Beljon – pierwsze skrzypce
- Ian de Jong – pierwsze skrzypce
- Inger van Vliet – pierwsze skrzypce
- Marleen Veldstra – pierwsze skrzypce
- Sara de Vries – pierwsze skrzypce
- Sofie van der Pol – pierwsze skrzypce
- Tseroeja van den Bos – pierwsze skrzypce
- Diewertje Wanders – drugie skrzypce
- Elise Noordhoek – drugie skrzypce
- Judith Eisenhardt – drugie skrzypce
- Judith van Driel – drugie skrzypce
- Maartje Korver – drugie skrzypce
- Marleen Wester – drugie skrzypce
- Annemarie Hensens – altówka
- Bram Faber – altówka
- Mark Mulder – altówka
- Yanna Pelser – altówka
- David Faber – wiolonczela
- Jascha Bordon – wiolonczela
- Thomas van Geelen – wiolonczela
- Hinse Mutter – gitara basowa
- Jesse Feves – gitara basowa

## Pozycje na listach i certyfikaty
| Notowania (2014)                                   | Najwyższa pozycja |
| -------------------------------------------------- | ----------------- |
| Argentyna (Argentina Top 20)                       | 1                 |
| Australia (ARIA Charts)                            | 2                 |
| Austria (Ö3 Austria Top 40)                        | 1                 |
| Belgia (Ultratop 50 Flandria)                      | 4                 |
| Belgia (Dance Ultratop 50 Flandria)                | 7                 |
| Belgia (Ultratop 50 Walonia)                       | 4                 |
| Belgia (Dance Ultratop 50 Walonia)                 | 2                 |
| Bułgaria (Singles Top 40)                          | 23                |
| Czechy (Rádio Top 100 Oficiální)                   | 1                 |
| Dania (Tracklisten)                                | 11                |
| Finlandia (Suomen virallinen lista)                | 1                 |
| Francja (SNEP)                                     | 5                 |
| Hiszpania (Singles Top 50)                         | 7                 |
| Holandia (Dutch Top 40)                            | 9                 |
| Irlandia (Irish Singles Chart)                     | 3                 |
| Izrael (Media Forest)                              | 2                 |
| Japonia (Japan Hot 100)                            | 89                |
| Kanada (Billboard Canadian Hot 100)                | 51                |
| Niemcy (Media Control Charts)                      | 1                 |
| Norwegia (VG-Lista)                                | 4                 |
| Nowa Zelandia (Recorded Music NZ)                  | 25                |
| Polska (Polish Airplay Top 20)                     | 3                 |
| Polska (Dance Top 50)                              | 3                 |
| Portugalia (Singles Top 50)                        | 6                 |
| Republika Południowej Afryki (EMA)                 | 7                 |
| Słowacja (Rádio Top 100 Oficiálna)                 | 9                 |
| Szwajcaria (Singles Top 75)                        | 2                 |
| Szwecja (Singles Top 60)                           | 4                 |
| Stany Zjednoczone (Bubbling Under Hot 100 Singles) | 21                |
| Stany Zjednoczone (Hot Dance/Electronic Songs)     | 12                |
| Stany Zjednoczone (Hot Dance Club Songs)           | 3                 |
| Stany Zjednoczone (Airplay Top 100)                | 85                |
| Wielka Brytania (UK Singles Chart)                 | 1                 |
| Wielka Brytania (Dance Chart)                      | 1                 |
| Włochy (FIMI)                                      | 4                 |

| Australia (ARIA Charts)       | Platyna |
| Szwajcaria (IFPI Switzerland) | Złoto   |
| Wielka Brytania (BPI)         | Srebro  |
| Włochy (FIMI)                 | Platyna |
| Dystrybucja cyfrowa           |         |
| Dania (IFPI Denmark)          | Platyna |
| Hiszpania (PROMUSICAE)        | Złoto   |

## Historia wydania
| Państwo         | Data                    | Format           | Wytwórnia               | Źródło |
| --------------- | ----------------------- | ---------------- | ----------------------- | ------ |
| Francja         | 30 czerwca 2014 (EP)    | digital download | What A Music Parlophone | [ 42 ] |
| Francja         | 21 lipca 2014 (Remiksy) | digital download | What A Music Parlophone | [ 7 ]  |
| Niemcy          | 1 sierpnia 2014         | CD single        | What A Music Parlophone | [ 8 ]  |
| Wielka Brytania | 17 sierpnia 2014        | digital download | What A Music Parlophone | [ 43 ] |
| Japonia         | 21 sierpnia 2014        | CD single        | What A Music Parlophone | [ 10 ] |